# Miroszlav Ivanovics Sztupar
Miroszlav Ivanovics Sztupar (ukránul: Мирослав Іванович  Ступар; Ivano-Frankivszk, 1941. augusztus 27. –) ukrán nemzetközi labdarúgó-játékvezető.

## Pályafutása

### Labdarúgóként
A labdarúgással fiatalon ismerkedett meg, 1961-től a  Szpartak Stanyiszlav, 1962–1963 között a Voliny Luck, 1964–1969 között a Szpartak Ivano-Frankovszk csapatokban rúgta a labdát, majd a Podolje Hmelnickij egyesületben fejezte be az aktív játékot. 1969-ben a Szpartakkal bajnoki címet ért el.

### Nemzeti játékvezetés
A játékvezetői vizsgát 1970-ben tette le. A küldési gyakorlat szerint rendszeres partbírói tevékenységet is végzett. 1976-ban lett az I. Liga játékvezetője. A nemzeti játékvezetéstől a Szovjetunióban 1989-ben, Ukrajnában 1991-ben búcsúzott. Vezetett bajnoki mérkőzéseinek száma: 147.

### Nemzetközi játékvezetés
A Szovjet Labdarúgó-szövetség Játékvezető Bizottsága (JB) terjesztette fel nemzetközi játékvezetőnek, a Nemzetközi Labdarúgó-szövetség (FIFA) 1977-től tartotta nyilván bírói keretében. A FIFA JB központi nyelvei közül a németet beszéli. Több nemzetek közötti válogatott és klubmérkőzést vezetett, vagy működő társának partbíróként segített. Az orosz nemzetközi játékvezetők rangsorában, a világbajnokság-Európa-bajnokság sorrendjében többedmagával a 16. helyet foglalja el 2 találkozó szolgálatával. Az aktív nemzetközi játékvezetéstől 1989-ben búcsúzott. Vezetett nemzetközi mérkőzéseinek száma: 30.

#### Labdarúgó-világbajnokság
A világbajnoki döntőhöz vezető úton Spanyolországba a XII., az 1982-es labdarúgó-világbajnokságra a FIFA JB bíróként alkalmazta. A vezetett mérkőzés érdekessége, hogy (3:1)-es francia vezetésnél a negyedik gólt követően a kuvaiti csapat nyolc percig reklamált a játékvezetői döntés ellen. A játékosok megrohanták, körbevették, rángatták a játékvezetőt, a lelátóról vezetőjük, a Kuvaiti labdarúgó-szövetség elnöke, egy emír - Sheikh al-Sabah - is lerohant a játéktérre, hogy nyomatékosabbá tegye csapatának tiltakozását. A játékvezető végül engedett, megváltoztatta ítéletét (!), visszavonta a gólt. A gól előtt a nézőtéren valaki  sípolt és ez megzavarta a kuvaiti védelmet (leálltak), pedig a játékvezető jól láthatóan, határozottan, a két kezét előre kinyújtva - tovább - jelezte a játék folyamatosságát. A játékvezető a szabályi előírásokkal ellentétben vonta vissza a gólt. Ennek ellenére a mérkőzés folytatásában a franciák még egy szabályos gólt elértek, beállítva a (4:1)-es végeredményt. A játékvezető nem kapott több lehetőséget. Partjelzői feladatot nem látott el. Világbajnokságon vezetett mérkőzéseinek száma: 1.

##### 1982-es labdarúgó-világbajnokság

###### Világbajnoki mérkőzés
| Időpont          | Helyszín                         | Mérkőzés típusa              | Mérkőzés             | Eredmény | Nézők száma |
| ---------------- | -------------------------------- | ---------------------------- | -------------------- | -------- | ----------- |
| 1982. június 21. | José Zorilla Stadion, Valladolid | csoportmérkőzés (D. csoport) | Franciaország–Kuvait | 4 : 1    | 30 000      |

#### Labdarúgó-Európa-bajnokság
Az európai-labdarúgó torna döntőjéhez vezető úton Olaszországba a VI., az 1980-as labdarúgó-Európa-bajnokságra az UEFA JB játékvezetőként foglalkoztatta.

##### 1980-as labdarúgó-Európa-bajnokság

###### Selejtező mérkőzés
| Időpont          | Helyszín               | Mérkőzés típusa           | Mérkőzés         | Eredmény | Nézők száma |
| ---------------- | ---------------------- | ------------------------- | ---------------- | -------- | ----------- |
| 1979. április 1. | Atatürk Stadion, İzmir | előselejtező (7. csoport) | Törökország–NSZK | 0 : 0    | 70 000      |

## Sportvezetőként
Ukrajnában 1994-től az ukrán Játékvezető Bizottság (JB) keretében játékvezető ellenőrként tevékenykedik.

## Sikerei, díjai
- 1978-ban a Szovjetunióban az Év játékvezetője címet érdemelte ki.
- 1981-ben a FIFA az 1966-ban alapított International Referee Special Award kitüntetést, egy oklevél kíséretében ismerte el nemzetközi szakmai tevékenységét.
- A Szovjetunióban elismerésül, a 100 első osztályú bajnoki mérkőzés vezetését követően arany, 80 esetében ezüst, 60 esetében bronz jelvényt kapnak a játékvezetők. Sztupar egyéni eredményességével elérte, hogy aranyérem elismerésben részesüljön.

## Külső hivatkozások
- Miroszlav Sztupar. World Referee. [2011. szeptember 22-i dátummal az eredetiből archiválva]. (Hozzáférés: 2011. június 30.)
- Miroszlav Sztupar. zerozerofootball.com. (Hozzáférés: 2011. június 30.)[halott link]
- Miroszlav Sztupar. footballdatabase.eu. (Hozzáférés: 2011. június 30.)
- Miroszlav Sztupar. scoreshelf.com. [2015. április 2-i dátummal az eredetiből archiválva]. (Hozzáférés: 2011. június 30.)
- Miroszlav Sztupar. weltfussball.de. (Hozzáférés: 2011. június 30.)
- Магия футбола: Скандалы Чемпионатов Мира Miroszlav Sztupar. blogspot.com. (Hozzáférés: 2011. június 30.)